# Tulumba (departamento)
Tulumba é um departamento da Argentina, localizado na província de Córdova. Sua capital é Villa Tulumba. Possuía, em 2019, 14.001 habitantes.